# Wotu-Wolio jezici
Wotu-Wolio jezici skupina od (5) celebeskih jezika koji se govore na otocima blizu Celebesa u Indoneziji. Podijeljeni su na nekoliko užih podskupina, to su kalao sa (2) jezika, wolio-kamaru sa (2) jezika, i jezik wotu [wtw]. 
Najznačajni je wolio [wlo] sa 65,000 govornika (2005 SIL) na jugozapadu otoka Buton,a drugi iza njega wotu, 5,000 govornika (1987 SIL) u distriktu Luwu Utara. Ostali jezici imaju osjetno manji broj govornika.
Wotu-Wolio jezici nekad su klasificirani skupinama buton i kalao, široj muna-butonskoj skupini celebeskih jezika.

## Klasifikacija
Austronezijski (1257)
Malajsko-Polinezijski (1237)
Celebeski (64)
Wotu-Wolio (5): kalao [kly], kamaru [kgx], laiyolo [lji], wolio [wlo], wotu [wtw].

## Vanjske poveznice
- Ethnologue (15th)